# Вельшбиллиг
Вельшбиллиг (нем. Welschbillig) — община в Германии, в земле Рейнланд-Пфальц. 
Входит в состав района Трир-Саарбург. Подчиняется управлению Трир-Ланд.  Население составляет 2630 человек (на 31 декабря 2010 года). Занимает площадь 37,08 км².
Город подразделяется на 5 городских районов.

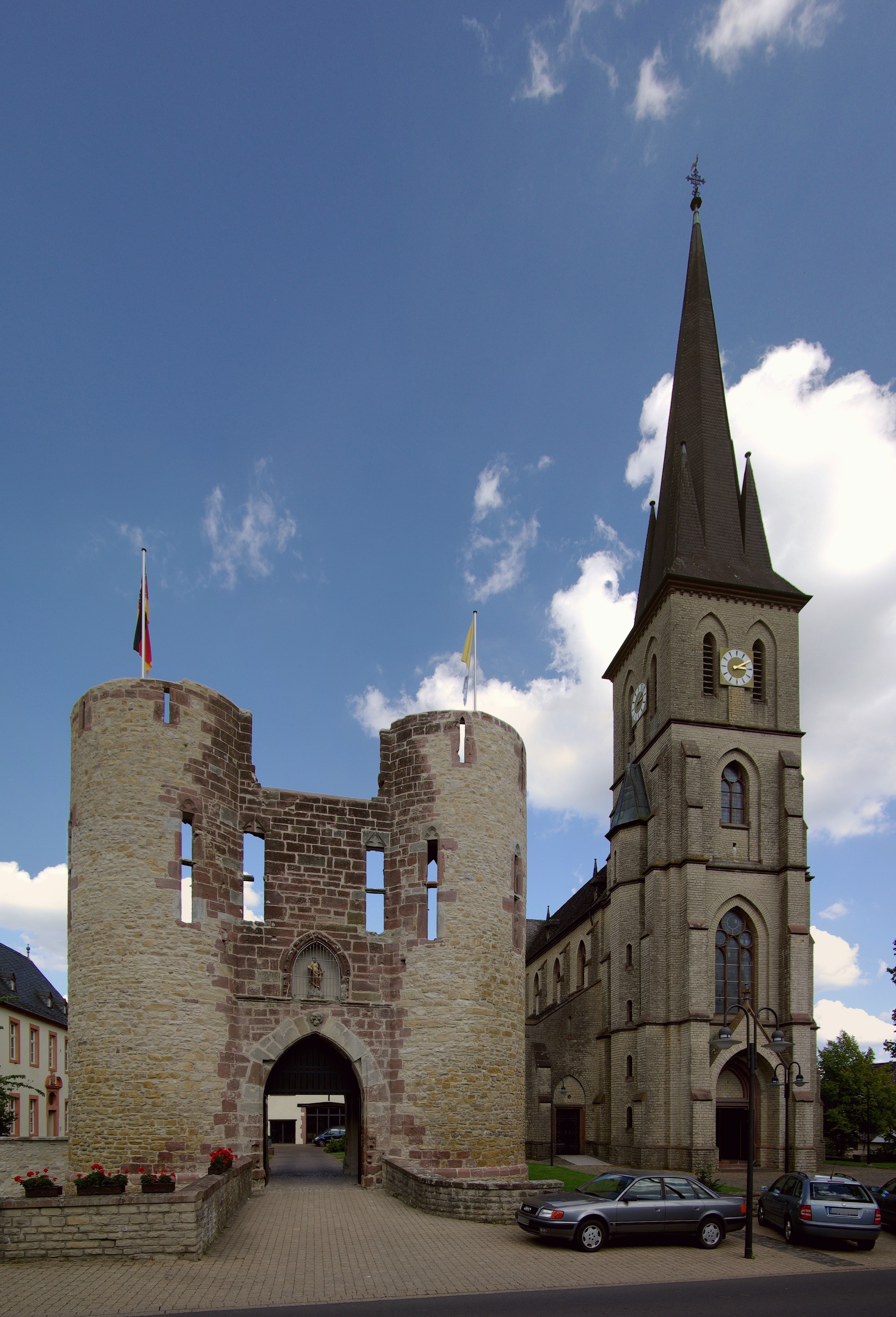
Вельшбиллиг